# ماهیچه دراز بازکننده انگشتان پا
ماهیچهٔ دراز بازکنندهٔ انگشتان پا (به انگلیسی: Extensor digitorum longus muscle) ماهیچه‌ای است که در بالا از کندیل خارجی درشت‌نی و از استخوان نازک‌نی منشأ گرفته و بعد از پایین آمدن، تاندون آن بعد از عبور از مچ پا به چهار شاخه تقسیم شده و هر شاخه از آن به بندهای دیستال و وسطی چهار انگشت پا (بجز شست) می‌چسبد. وظیفه این عضله خمش رو به جلو (دورسی‌فلکشن) یعنی به بالا آوردن چهار انگشت پا بجز شست است.
سر ثابت: لقمه خارجی استخوان درشت نی و سه چهارم بالایی استخوان نازک‌نی
سر متحرک: استخوان‌های بند دوم و سوم چهار انگشت پا
عصب گیری: عصب میان دو راهی عمقی
عمل: اکستنشن بند انگشتان، همچنین اکستنشن مفصل استخوان‌های کف و بند اول انگشتان. دورسی فلکشن و اورشن مچ پا

## نگارخانه

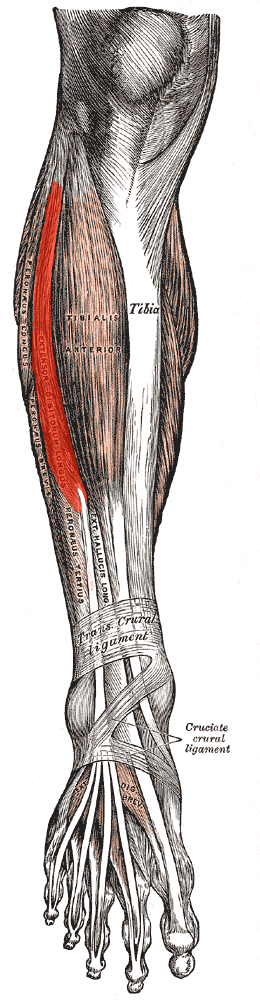
ماهیچه دراز بازکننده انگشتان پا (رنگ قرمز)
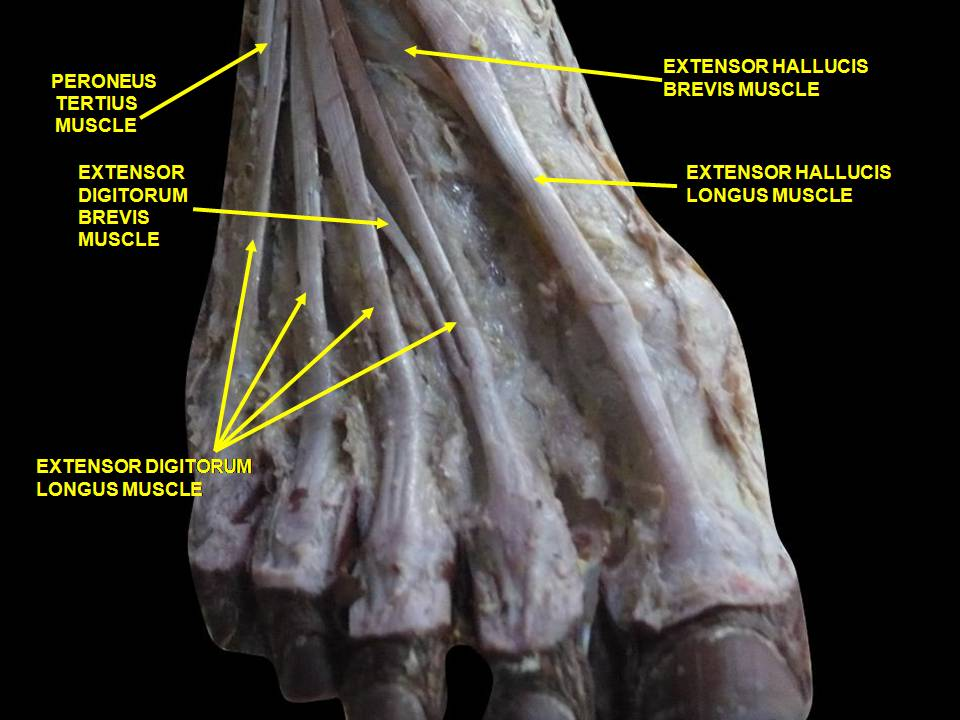
جلوی پا -برش عمیق-
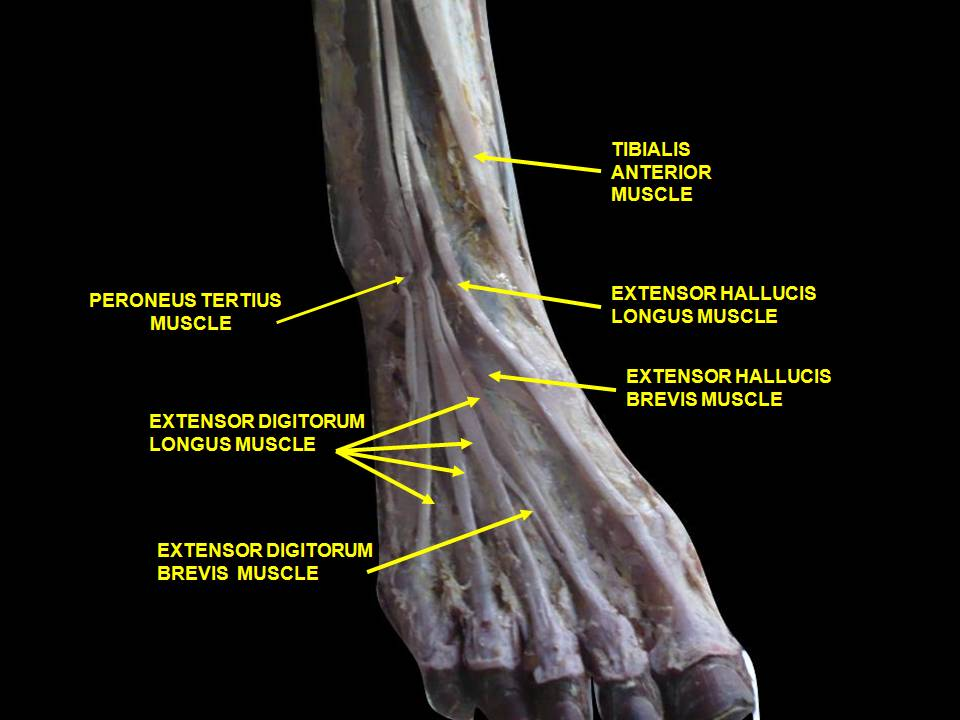
جلوی پا -برش عمیق-
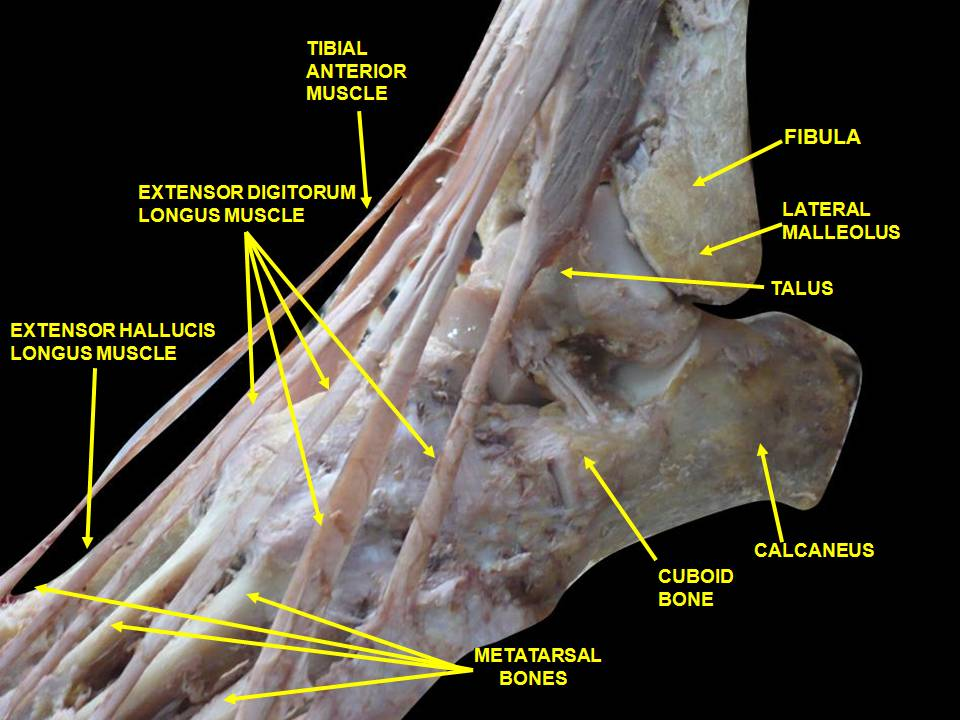
مفصل مچ پا -برش عمیق- -نمای جانبی-